# Juan Gauto
Juan Carlos Gauto (Perito Moreno, 2 giugno 2004) è un calciatore argentino, attaccante del Basilea.

## Carriera

### Club
Juan Gauto ha esordito con l'Huracán il 15 aprile 2022 contro il Tigre.

### Nazionale
Nel maggio del 2023 viene convocato dal selezionatore Javier Mascherano con la nazionale Under-20, in vista della partecipazione al Mondiale di categoria organizzato dalla stessa Argentina.

## Statistiche

### Presenze e reti nei club
Statistiche aggiornate al 6 ottobre 2024.
| Stagione        | Squadra             | Campionato      | Campionato | Campionato | Coppe nazionali | Coppe nazionali | Coppe nazionali | Coppe continentali | Coppe continentali | Coppe continentali | Altre coppe | Altre coppe | Altre coppe | Totale | Totale | Totale |
| Stagione        | Squadra             | Comp            | Pres       | Reti       | Comp            | Pres            | Reti            | Comp               | Pres               | Reti               | Comp        | Pres        | Reti        | Pres   | Reti   |        |
| --------------- | ------------------- | --------------- | ---------- | ---------- | --------------- | --------------- | --------------- | ------------------ | ------------------ | ------------------ | ----------- | ----------- | ----------- | ------ | ------ | ------ |
| 2022            | Huracán             | PD              | 11         | 0          | CA+CdL          | 0+5             | 0+0             | -                  | -                  | -                  | -           | -           | -           | 16     | 0      |        |
| 2023            | Huracán             | PD              | 23         | 1          | CA+CdL          | 1+1             | 1+0             | CL+CS              | 4+5                | 0                  | -           | -           | -           | 34     | 2      |        |
| Totale Huracán  | Totale Huracán      | Totale Huracán  | 34         | 1          |                 | 7               | 1               |                    | 9                  | 0                  |             | -           | -           | 50     | 2      |        |
| set. 2023-2024  | Basilea             | SL              | 22         | 0          | CS              | 1               | 2               | -                  | -                  | -                  | -           | -           | -           | 23     | 2      |        |
| ago. 2024       | Basilea             | SL              | 1          | 0          | CS              | 0               | 0               | -                  | -                  | -                  | -           | -           | -           | 1      | 0      |        |
| Totale Basilea  | Totale Basilea      | Totale Basilea  | 23         | 0          |                 | 1               | 2               |                    | -                  | -                  |             | -           | -           | 24     | 2      |        |
| 2024-2025       | Deportivo La Coruña | SD              | 2          | 0          | CR              | -               | -               | -                  | -                  | -                  | -           | -           | -           | 2      | 0      |        |
| Totale carriera | Totale carriera     | Totale carriera | 59         | 1          |                 | 8               | 3               |                    | 9                  | 0                  |             | -           | -           | 76     | 4      |        |